# Nacaeus peruvianus
Nacaeus peruvianus är en skalbaggsart som beskrevs av Ulrich Irmler 2003. Nacaeus peruvianus ingår i släktet Nacaeus och familjen kortvingar. Inga underarter finns listade i Catalogue of Life.